# Ophioglossum caroticaule
Ophioglossum caroticaule là một loài dương xỉ trong họ Ophioglossaceae. Loài này được J.E. Burrows mô tả khoa học đầu tiên năm 1993.
Danh pháp khoa học của loài này chưa được làm sáng tỏ. 